# شرکت رنگسازی ایران
شرکت رنگسازی ایران شرکت شیمیایی ایرانی و نخستین تولیدکننده رنگ و پوشش‌های حفاظتی در ایران است که در سال ۱۳۱۸ خورشیدی تأسیس شد. این شرکت توسط احمد صانعی تأسیس و مدیریت آن هم‌اکنون بر عهده سام صانعی است.